# Orhei
Orhei [orˈhej] (russisch Орге́ев Orgejew; auch Орхей, Orchei; jiddisch אוריװ, Uriv) ist die Hauptstadt des gleichnamigen Raion im Zentrum der Republik Moldau. Die knapp 50 Kilometer nördlich von Chișinău gelegene Stadt hat etwa 21.065 Einwohner nach einer Berechnung zum 1. Januar 2014. Die heute neuntgrößte Stadt des Landes entwickelte sich im 19. Jahrhundert in der Nachfolge des 20 Kilometer südöstlich gelegenen, alten Siedlungsplatzes Orheiul Vechi (rumänisch, „Alt-Orhei“), der im Mittelalter eine bedeutende Rolle spielte.

## Lage
Orhei liegt am Fluss Răut, der in südöstlicher Richtung dem Nistru zufließt. Die Schnellstraße M2 verläuft von der Landeshauptstadt Chișinău nach Orhei und weiter nach Nordwesten über Florești bis zur ukrainischen Grenze kurz hinter Soroca. Die R20 verbindet Orhei mit der 45 Kilometer nördlich gelegenen Kreisstadt Rezina, von wo eine Brücke über den Nistru nach Rîbnița auf der Seite Transnistriens führt. Das Gebiet Orheiul Vechi ist auf der von der M2 abzweigenden Nebenstraße R28 über die Dörfer Ivancea und Brănești zu erreichen.
Die Umgebung der Stadt besteht aus flachen Hügeln mit Braunerde- und Schwarzerdeböden, die überwiegend landwirtschaftlich genutzt werden. Neben Getreide und Sonnenblumen, die in weiten Teilen des Landes gedeihen, wird ab der Landesmitte und vor allem im Süden auch Weinbau betrieben. Als Aushängeschild für einen qualitätvollen Weinbau hat sich das Weingut Château Vartely etabliert, das mit seiner modernen Anlage auf einem Hügel am östlichen Stadtrand ausländische Geschäftsleute anspricht. Die verbliebenen kleinen Waldinseln sind mit Eichen, Buchen, Eschen und Linden bestanden.

## Geschichte

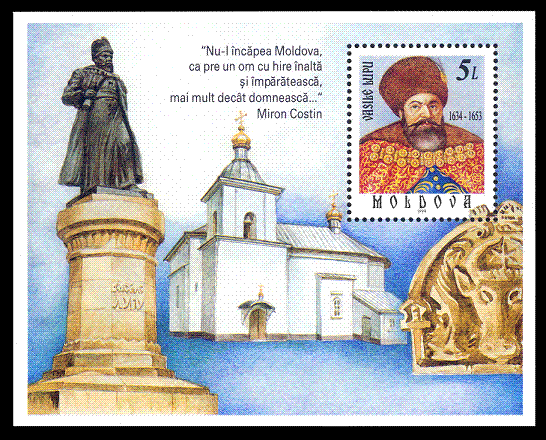
Fünf-Lei-Briefmarke mit der 1634 bis 1640 erbauten Kirche Sfântul Dumitru, ihrem Stifter, dem moldauischen Fürsten Vasile Lupu, und dem über der Kirchentür in Stein gehauenen Wappen der Republik Moldau.

Die Stadt erhielt ihren Namen vom alten Ort Orhei, der seit der Steinzeit, in der Antike und im frühen Mittelalter besiedelt war, im späten Mittelalter blühte und dessen Bedeutung bis zum 17. Jahrhundert allmählich zurückging. Um 1510 wurde offenbar die dortige Festung der Bojaren (lokale Herrscher und Großgrundbesitzer) durch ein Feuer zerstört, während die orthodoxen Höhlenklöster weiterbestanden und erst 1816 aufgegeben wurden.
Ștefan cel Mare (reg. 1457–1504), Woiwode (Fürst) des unter dem Einfluss des Osmanischen Reiches stehenden Fürstentums Moldau, kämpfte gegen die Osmanen, die Ungarn und im Osten gegen einfallende Tataren. Beim Dorf Lipnic unweit des Nistru im Nordosten Moldaus (bei Ocnița) besiegte 1469 das Heer Ștefan cel Mares die unter dem Kommando von Akhmat Khan angreifenden Wolga-Ural-Tataren der Goldenen Horde. Beide Seiten verzeichneten hohe Verluste. Im selben Jahr schlug Ștefan cel Mare einen Angriff in der Nähe des Nistru bei Orhei zurück. Kurz danach ließ er an jener Stelle eine Festung zur Sicherung der Grenze am Nistru vor weiteren Überfällen errichten. Die Festung besaß zusammen mit vier direkt am Nistru gelegenen Verteidigungsanlagen (Soroca, Bender, Hotin und Akkerman) eine wesentliche strategische Funktion für das Fürstentum und für das Osmanische Reich bei den Kämpfen gegen das Russische Kaiserreich. Im Jahr 1812 annektierte das Russische Reich nach dem Sieg im Russisch-Türkischen Krieg den Bessarabien genannten Ostteil des ehemaligen Fürstentums Moldau. In der Folgezeit schwand die Bedeutung von Orhei.

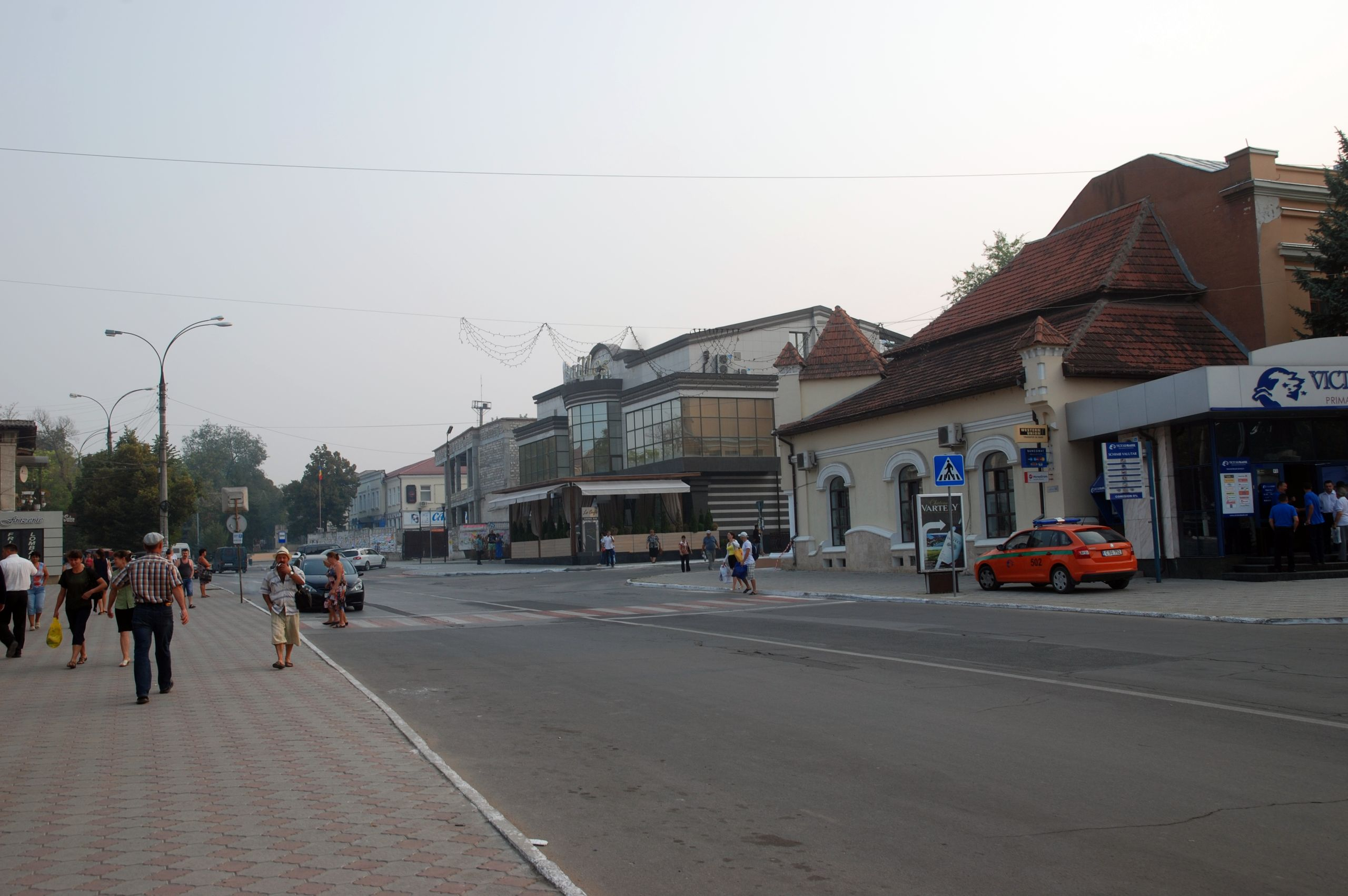
Strada Vasile Lupu mit Banken, Läden und öffentlichen Einrichtungen

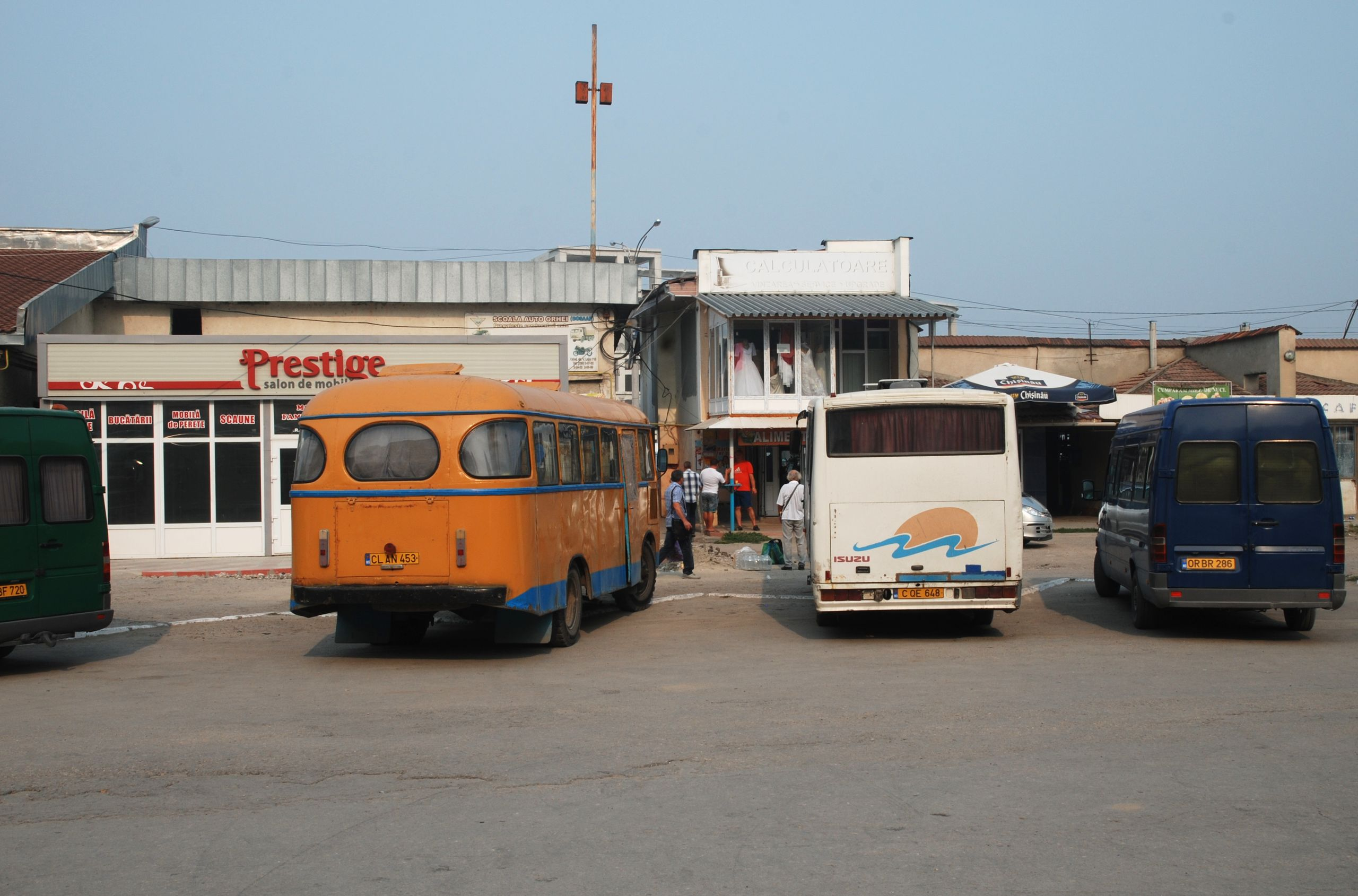
Busbahnhof

Die Stadt hieß ab dem 19. Jahrhundert Orgejew. Innerhalb des Russischen Reichs durften sich Juden nur in den Gebieten niederlassen, die 1791 mit der Teilung Polens an Russland gekommen waren. Zu diesem Ansiedlungsrajon, in den viele Juden aus Polen, der Ukraine und Galizien einwanderten, gehörte auch Bessarabien. Die Juden kamen seit 1812 als Handwerker und Händler in die Städte oder gründeten wie in Zgurița eine landwirtschaftliche Kolonie. In Orhei, wo 1741 erstmals Juden erwähnt wurden, war die jüdische Bevölkerung bis 1864 auf 3.102 gewachsen. 1897 waren 7.144 (57,9 Prozent) der 12.339 Einwohner Juden. Ebenfalls über 50 Prozent lag der Anteil der Juden in Bălți und Soroca. Insgesamt bestand bei der Volkszählung 1897 die Einwohnerschaft in den Städten aus 37,4 Prozent Juden. Wie anderswo waren die Juden von Orhei überwiegend Händler und Handwerker, daneben betrieben einige Weinbau. Die Gemeinde verwaltete einen Kreditfonds, 1925 waren von dessen 1.480 Mitgliedern 286 Bauern. 1930 betrug die Einwohnerzahl 15.294, davon waren 6.408 (41,9 Prozent) Juden. Nach dem Ersten Weltkrieg wurde Bessarabien Teil des Königreichs Rumänien.
Im Zweiten Weltkrieg besetzte die sowjetische Rote Armee am 28. Juni 1940 Bessarabien. Bis zum Kriegseintritt Rumäniens im Juni 1941 gehörte Bessarabien zur Moldauischen Sozialistischen Sowjetrepublik (MSSR). Als die sowjetischen Soldaten infolge des Unternehmens Barbarossa die Moldauische Republik räumen mussten, hinterließen sie verbrannte Erde und verhalfen vielen Juden zur Flucht. Einige nahmen die Route über Criuleni in die Ukraine. Wer Krankheiten, Hunger und Angriffe der deutschen Luftwaffe überlebte, gelangte in die Gegend von Stalingrad. Als der Krieg näherrückte, wurden die Juden von dort weiter nach Osten geschickt. Einige Juden aus Orhei erreichten schließlich Taschkent. Am 8. Juli 1941 erreichten die ersten rumänischen und deutschen Militäreinheiten die Stadt. Eine zur Begrüßung erschienene Abordnung von Juden wurde sofort ermordet, die übrigen Juden kamen in ein Sammellager, wo viele misshandelt und umgebracht wurden. Allein am 6. August wurden rund 200 Juden ermordet, deren Leichen man in den Nistru warf. 1942 wurden alle noch lebenden Juden von Orhei in ein Konzentrationslager nach Tiraspol in Transnistrien deportiert. Auf dem Weg dorthin wurden die jungen Männer aussortiert, misshandelt und viele von ihnen getötet. In Transnistrien starb die Mehrheit der aus Bessarabien verschleppten Juden. Zu den aus Bessarabien Deportierten zählte auch ein Teil der Roma. Bei der großangelegten Rückeroberung Bessarabiens durch die sowjetische Armee in der Operation Jassy-Kischinew am 20. August 1944 wurde Orhei völlig zerstört. Nach dem Krieg begann der Wiederaufbau in der erneut etablierten MSSR, die bis zur Unabhängigkeit des Landes 1991 bestand.
Von 2015 bis 2019 war der moldauisch-israelische Unternehmer und Betrüger Ilan Șor Bürgermeister von Orhei.

## Stadtbild

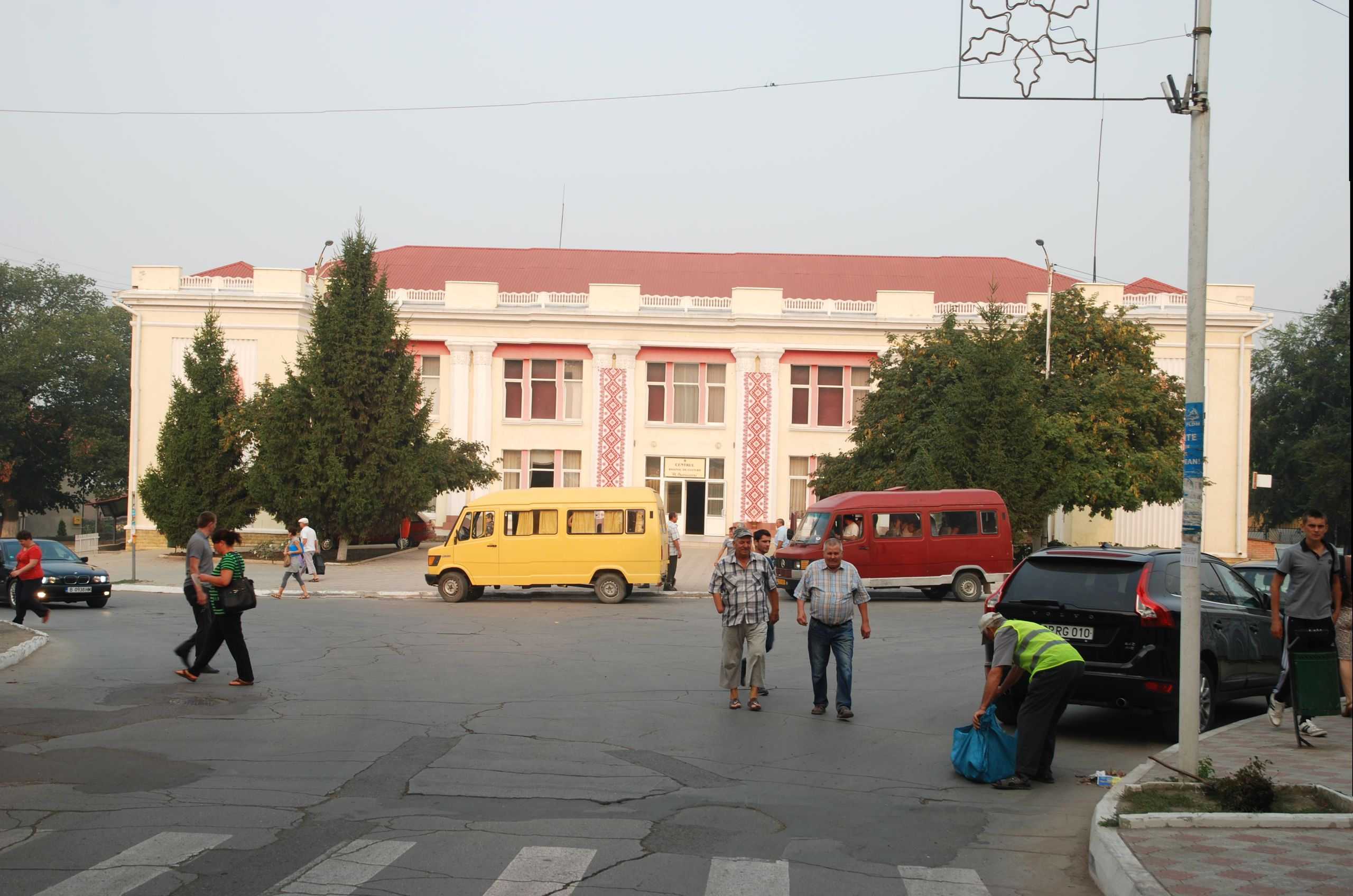
Kulturzentrum, Centrul de Cultură „Ion Suruceanu“, benannt nach einem beliebten Popsänger

1993 wurde die Bevölkerungszahl mit 37.887 berechnet. Der weitgehende Zusammenbruch der Wirtschaft nach der Unabhängigkeit führte vielerorts zu schrumpfenden Einwohnerzahlen. Bei der Volkszählung 2004 lebten 25.641 Einwohner in Orhei. Davon bezeichneten sich 17.745 als Moldauer, 5.089 als Rumänen, 1.398 als Russen, 920 als Ukrainer, 151 als Zigeuner, 47 als Bulgaren, 37 als Juden, 32 als Gagausen und 19 als Polen. 1999 wurde Orhei die Hauptstadt eines der neun Landkreise (rumänisch județ, Plural: județe). Seit der Verwaltungsreform 2003 ist Orhei der Hauptort des kleineren gleichnamigen Verwaltungsdistrikts (raion, Plural raione).
Die M2 verläuft in nord-südlicher Richtung in der Ebene im Westen an der Stadt vorbei. Am Westrand der Stadt haben sich am Rand der Felder an der Strada Uniri einige Industriebetriebe angesiedelt, die vor allem Lebensmittel verarbeiten. Ebenfalls am Westrand, an der Strada Sadoveanu, liegt der große Busbahnhof. Nach Osten steigt zur Innenstadt das Gelände leicht an. Wenige Meter oberhalb des Busbahnhofs befinden sich der Markt mit Kleidung, Haushaltswaren, Obst und Gemüse sowie an der Kreuzung Strada Uniri und Strada Mihai Eminescu das Kulturzentrum (Centrul de Cultură „Ion Suruceanu“). Die Hauptachse der Stadt ist die Strada Vasile Lupu mit der Stadtverwaltung und einem historisch-ethnographischen Museum. Sie führt im Norden an einem künstlichen See (Lacul Orhei) vorbei und wird stadtauswärts zur R20.
Die bedeutendste Kirche der Stadt ist die zwischen 1634 und 1640 erbaute Biserica Sfântul Dumitru din Orhei, die sich an der Strada Chișinăului, der im Süden der Innenstadt beginnenden Ausfallstraße zur M2 nach Chișinău, befindet. Die orthodoxe Kirche mit einem an der Südwestecke nachträglich angebauten Glockenturm ist eine der ältesten erhaltenen Kuppelkirchen Bessarabiens. Sie wurde von Woiwode Vasile Lupu eingeweiht.

## Jüdischer Friedhof

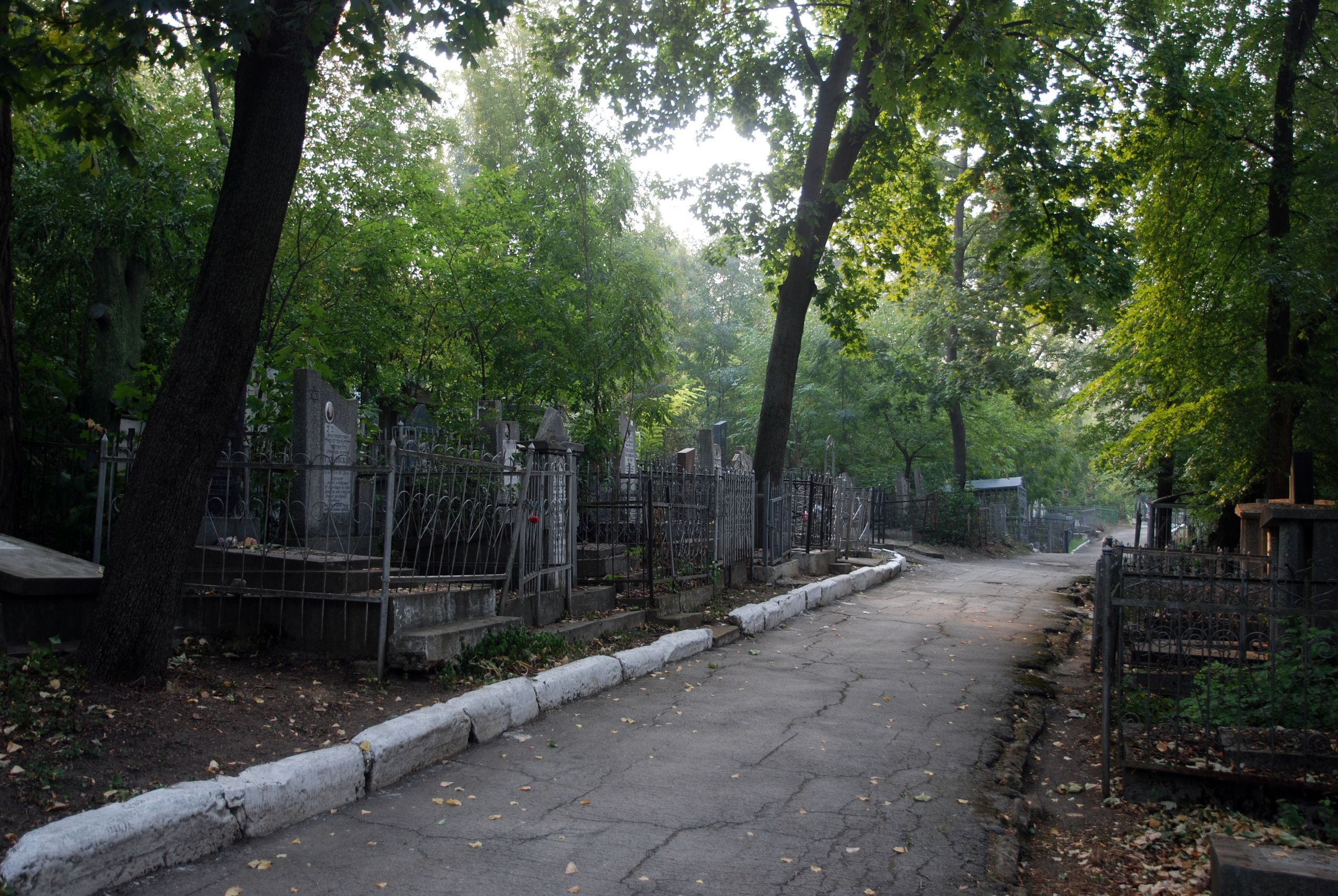
Jüdischer Friedhof

Im Norden des Stadtzentrums, zwischen Strada Uniri und Strada Tudose Roman, befindet sich der nach den jüdischen Friedhöfen von Chișinău und von Bălți drittgrößte jüdische Friedhof des Landes. Auf einer Fläche von 40 Hektar stehen rund 15.000, nach anderen Angaben 3.500 Grabsteine (hebräisch Mazewa). Der Friedhof ist von einer Mauer umgeben und im vorderen Bereich von hohen Bäumen bestanden. Die noch in Gebrauch befindliche Anlage wird regelmäßig gepflegt. Viele Grabsteine sind im vorderen Teil mit Gebüsch überwachsen, auf der weitläufigen Wiese nördlich dahinter sind die meisten Grabsteine umgestürzt oder zerbrochen. Die ältesten Grabstätten stammen aus dem 18. Jahrhundert. Durch die Hanglage besteht die Gefahr von Erdrutschen; ein vorbeugendes Denkmalschutzprojekt der öffentlichen Verwaltung wurde aus finanziellen Gründen vorzeitig beendet. Auf dem Friedhof stehen Denkmäler für die Opfer des Holocaust und für jüdische Soldaten.

## Sport
Orhei beheimatet den Fußball-Erstligisten FC Milsami, der 2012 den moldauischen Fußballpokal gewann. In der Saison 2014/15 wurde der Verein moldauischer Meister. Seine Spiele bestreitet FC Milsami im 1980 eröffneten Stadion Complexul Sportiv Raional Orhei. Der Verein gehört dem ehemaligen Bürgermeister von Orhei, Ilan Șor (Șor-Partei).

## Söhne und Töchter der Stadt
- Mihail Maculeţchi (1861–?), rumänischer Politiker
- Moissey Kogan (1879–1943), russisch-jüdischer Bildhauer und Graphiker
- Jacobo Fijman (1898–1970), argentinischer Poet
- Dovid Knut (1900–1955), russischer Poet
- Sima Vaisman (1903–1997), Ärztin, Zahnärztin und Autorin
- Grigori Janez (* 1948), sowjetischer Fußballspieler
- Rodica Mahu (* 1959), moldauischer Journalist
- Pasha Parfeny (* 1986), moldauischer Pop-Sänger und Komponist
- Tatiana Gousin (* 1994), griechische Hochspringerin